# Barbara Perry
Barbara Perry (Norfolk, Virginia, 1921. június 22. – Los Angeles, Kalifornia, 2019. május 5.) amerikai színésznő.

## Filmjei

### Mozifilmek
- Counsellor at Law (1933)
- Mystery of Edwin Drood (1935)
- Hi, Beautiful (1944)
- An Angel Comes to Brooklyn (1945)
- A hímnemű hadimenyasszony (I Was a Male War Bride) (1949)
- From the Terrace (1960)
- Amíg összeszoknak (Period of Adjustment) (1962)
- Shock Corridor (1963)
- A meztelen csók (The Naked Kiss) (1964)
- Káprázat (Mirage) (1965)
- Tom (1973)
- Delejezettek (Trancers) (1984)
- Trust Me (1989)
- Sztepp (Tap) (1989)
- Wedding Band (1989)
- Az örömapa (Father of the Bride) (1991)
- Hollywoodi forgatókönyv (Just Write) (1997)
- Anyámon a tanárom (Mr. Woodcock) (2007)
- Ilyen a formám (The Back-up Plan) (2010)
- Let Go (2011)
- The Tango Singer (2012)

### Tv-filmek
- Zip Goes a Million (1952)
- Thief (1971)
- Operating Room (1978)
- Marilyn: The Untold Story (1980)
- A Cry for Love (1980)
- Minden nő csak azt akarja (I Take These Men) (1983)
- Polly: Comin' Home! (1990)
- Double Deception (1993)

### Tv-sorozatok
- The Pepsi-Cola Playhouse (1955, egy epizódban)
- The Marge and Gower Champion Show (1957, egy epizódban)
- The Thin Man (1959, egy epizódban)
- The Life and Legend of Wyatt Earp (1959, egy epizódban)
- Alkonyzóna (The Twilight Zone) (1960, egy epizódban)
- Hot Off the Wire (1960, egy epizódban)
- The Donna Reed Show (1960, egy epizódban)
- Thriller (1961, egy epizódban)
- The Dick Van Dyke Show (1961–1962, két epizódban)
- The Hathaways (1961–1962, hat epizódban)
- Pete and Gladys (1962, két epizódban)
- The Joey Bishop Show (1963, egy epizódban)
- The Andy Griffith Show (1963–1966, négy epizódban)
- The Fugitive (1964, egy epizódban)
- The Farmer's Daughter (1964, egy epizódban)
- Arrest and Trial (1964, egy epizódban)
- The Cara Williams Show (1964, egy epizódban)
- My Three Sons (1964–1972, három epizódban)
- My Favorite Martian (1965, egy epizódban)
- Perry Mason (1965–1966, két epizódban)
- The Lucy Show (1966, két epizódban)
- Family Affair (1966, egy epizódban)
- Daniel Boone (1966, egy epizódban)
- Gomer Pyle: USMC (1967, egy epizódban)
- Bewitched (1968, két epizódban)
- Room 222 (1970, egy epizódban)
- A Bill Cosby Show (1970, egy epizódban)
- Adam-12 (1971, egy epizódban)
- Needles and Pins (1973, egy epizódban)
- Joe and Sons (1975, egy epizódban)
- Barnaby Jones (1980, egy epizódban)
- Trapper John, M.D. (1982, egy epizódban)
- Benson (1982, egy epizódban)
- Egy kórház magánélete (St. Elsewhere) (1983, egy epizódban)
- The Duck Factory (1984, egy epizódban)
- Newhart (1984, egy epizódban)
- Quantum Leap – Az időutazó (Quantum Leap) (1989, egy epizódban)
- Disneyland (1989, egy epizódban)
- Dallas (1989, egy epizódban)
- Gyilkos sorok (Murder, She Wrote) (1989, egy epizódban)
- Murphy Brown (1990, egy epizódban)
- Parker Lewis sohasem veszít (Parker Lewis Can't Lose) (1992, egy epizódban)
- Egy rém rendes család (Married with Children) (1992, egy epizódban)
- Alright Already (1997, egy epizódban)
- Rejtélyes igazságok (Beyond Belief: Fact or Fiction) (2000, egy epizódban)
- Őrangyal (The Guardian) (2003, egy epizódban)
- Az egység (The Unit) (2009, egy epizódban)
- Így jártam anyátokkal (How I Met Your Mother) (2009, 2014, két epizódban)
- A tökéletes pár (Perfect Couples) (2011, egy epizódban)
- Work It (2013, egy epizódban)
- Az életkritikus (Review) (2014, egy epizódban)
- Baskets (2017, egy epizódban)